# プラヴ
プラヴ（モンテネグロ語・セルビア語: Plav/Плав,ボスニア語: Plav,アルバニア語: Plava）はモンテネグロ北東部の町および基礎自治体である。2003年現在の人口は市街で3,615人、基礎自治体全体では13,805人であった。

## 地勢
プラヴはプロクレティイェ山地 (en) の麓にあり、リム川水源の近隣に位置する。プラヴの名は古いアルバニア人のカトリック教徒の苗字から来たものと考えられている。プラヴ周辺部は美しく、多様な山岳の風景が広がっている。湖も多くあり、その中でもプラヴ湖はこの地域では良く知られた湖でもっとも大きく美しい湖の一つである。フリド湖とヴィジィトル湖は山間の湖で、ヴィジィトル湖は浮き島が特徴的である。また、プラヴはカルスト地形でも知られ、アリ・パシャ泉やオコ・スカカヴィツァが良く知られている。古い図書館やモスク、ブレゾイェヴィチ (Brezojevići) の三位一体教会、レドジェパギチ (Redžepagići) の塔などはこの町の文化遺産の一部である。
サッカークラブのFKイェゼロの本拠地である。

## 人口
- プラヴ市街
  - 1981年 - 3,348人
  - 1991年 - 4,073人
  - 2003年 - 3,615人

- プラヴ基礎自治体
  - 1948年 - 15,764人
  - 1953年 - 17,330人
  - 1961年 - 18,913人
  - 1971年 - 19,542人
  - 1981年 - 19,560人
  - 1991年 - 19,305人
  - 2003年 - 13,805人